# Reudeup (Meurah Mulia)
Reudeup is een bestuurslaag in het regentschap Aceh Utara van de provincie Atjeh, Indonesië. Reudeup telt 327 inwoners (volkstelling 2010).